# Rumia microcarpa
Rumia microcarpa är en flockblommig växtart som beskrevs av Franz Georg Hoffmann. Rumia microcarpa ingår i släktet Rumia och familjen flockblommiga växter. Inga underarter finns listade i Catalogue of Life.